# Jan Olof Olsson
Jan Olof Lennart Olsson, ofta benämnd även i tal med signaturen Jolo, född 30 mars 1920 i Stockholm, död 30 april 1974 i Hjärnarp, Kristianstads län, var en svensk författare, journalist och kåsör. 

## Biografi
Olsson var son till Olof Olsson och gift med Margareta Sjögren. Makarna skrev flera böcker tillsammans, främst reseskildringar från USA, England och Irland. Paret fick döttrarna Elizabeth och Vibeke, den senare själv författare. 
Jan Olof Olsson är mest känd för romanen De tre från Haparanda och TV-serien Någonstans i Sverige, som även blev bok. Han var mycket produktiv och vid sidan av sitt arbete som journalist på Dagens Nyheter från 1945, där han skrev under signaturerna Jolo och Ruter Tweed, medverkade han flitigt i Sveriges Radio och gav ut ett fyrtiotal böcker. 
Jolo läste historia vid Stockholms högskola (idag Stockholms universitet). Han hade ett speciellt intresse för första världskriget, vilket resulterade i böckerna 1914, Den okände soldaten och den postumt utgivna Rivna fanor. Han författade de sex första banden i bokserien 20:e århundradet, den fotografiska årsboken Kamera från 1955 till 1974, en rad reseguider samt otaliga kåserier, inte minst från uppväxtmiljön i Birkastaden i Stockholm. Han ligger begraven på Lidingö kyrkogård.
Jolosällskapet bildades till hans minne 1997 och delar årligen ut Jolopriset.
Sveriges Television hade premiär på tv-serien Någonstans i Sverige 1973, följd av serien De tre från Haparanda 1974.